# Habenaria mannii
Habenaria mannii är en orkidéart som beskrevs av Joseph Dalton Hooker. Habenaria mannii ingår i släktet Habenaria och familjen orkidéer. Inga underarter finns listade i Catalogue of Life.